# La trama del cosmo
La trama del cosmo. Spazio, tempo, realtà è il secondo libro pubblicato dal fisico Brian Greene nel 2004.
Tratta come nel precedente di teoria delle stringhe, cosmologia, fisica quantistica e delle più recenti teorie nel campo della fisica delle particelle.
È suddiviso in 5 parti.

## Edizioni
- Brian Greene, La trama del cosmo, traduzione di Luigi Civalleri e Adria Tissoni, collana Einaudi tascabili – Saggi, Einaudi, 2006,  p. 612.